# Synagoge (Talsi)

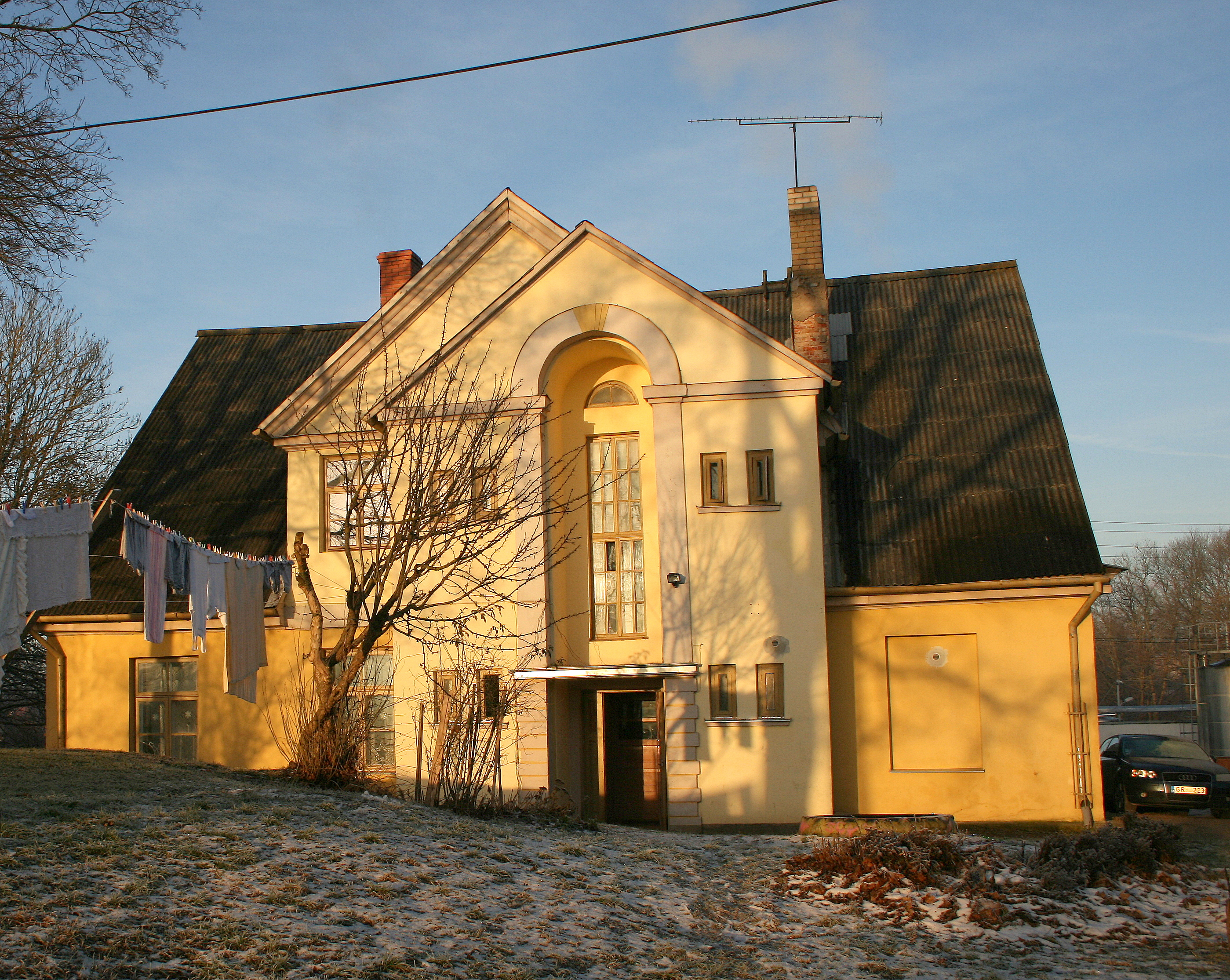
Synagoge in Talsi (2008)

Die Synagoge in Talsi (deutsch Talsen), einer Stadt im westlichen Lettland, wurde 1854 errichtet. Die profanierte Synagoge wurde nach dem Zweiten Weltkrieg zu einem Wohnhaus mit einem Nebengebäude umgebaut. Der Gebäudekomplex befindet sich in der Straße Kalna Iela 5. 
Durch den Überfall auf die Sowjetunion vom 22. Juni 1941 kam das gesamte Gebiet Lettlands bis zum 8. Juli 1941 in den Machtbereich des nationalsozialistischen Deutschlands. Damit begann die Vernichtung fast der kompletten dort ansässigen jüdischen Bevölkerung. 